# Новогуполівка (станція)
Новогýполівка —  проміжна залізнична станція 4-го класу Запорізької дирекції Придніпровської залізниці на електрифікованій лінії Синельникове I — Запоріжжя I між станціями Славгород-Південний (13 км) та Вільнянськ (8 км). Розташована в селі Козаківське Запорізького району Запорізької області.

## Історія
Станція відкрита 1873 року, під час прокладання головного ходу приватної Лозово-Севастопольської залізниці. Назва станції походить від села Новогупалівка, що розташоване поруч зі станцією, яке засноване 1819 року переселенцями з села Гупалівка, що розташоване у сучасному Самарівському районі Дніпропетровської області, а назва села походить від прізвища запорозького козака Гупало, який мав у цій місцевості зимівник.

## Пасажирське сполучення
На станції Новогуполівка зупиняються приміські електропоїзди напрямку Запоріжжя — Синельникове I / Дніпро.

## Галерея

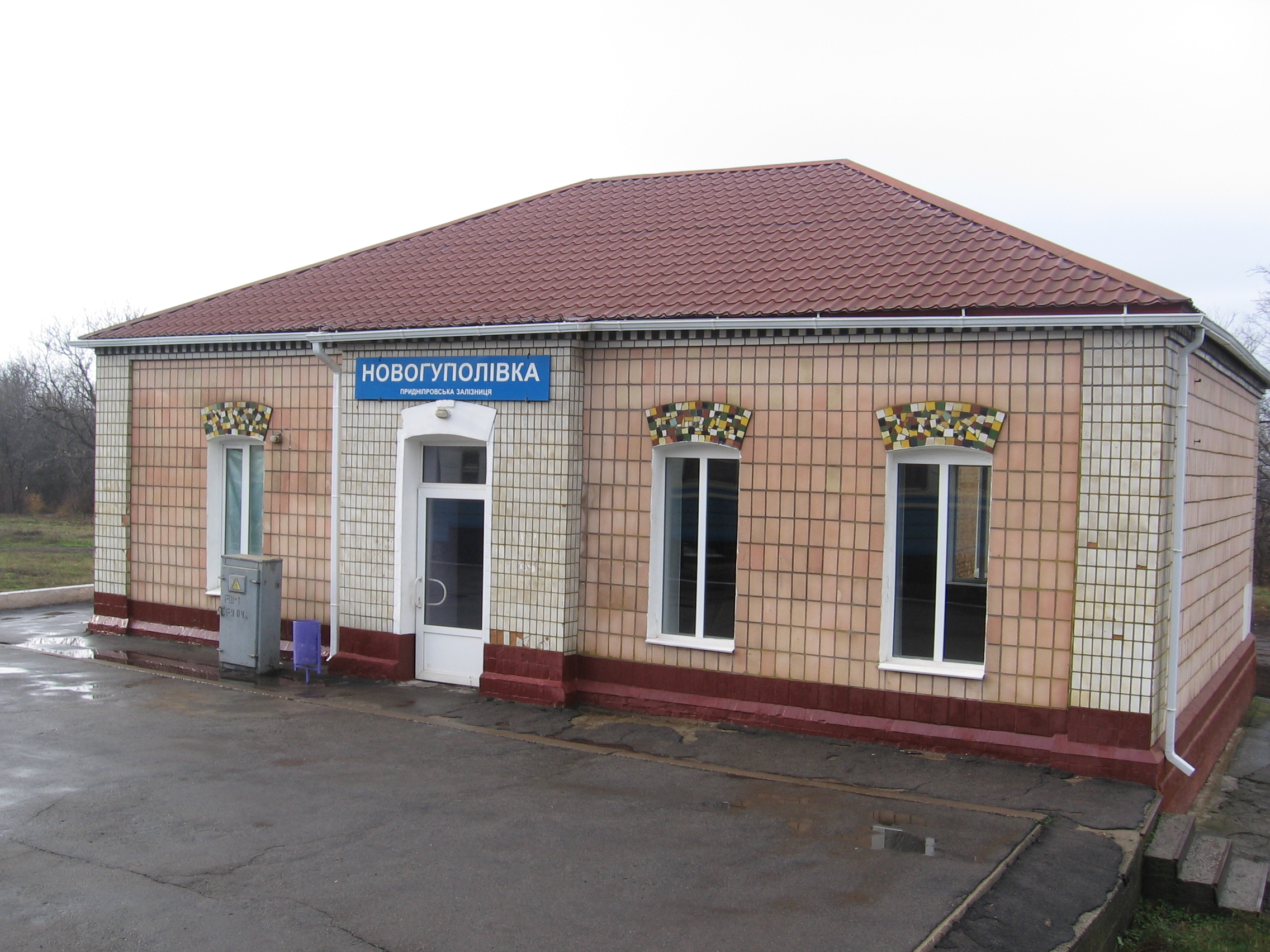
Вокзал станції
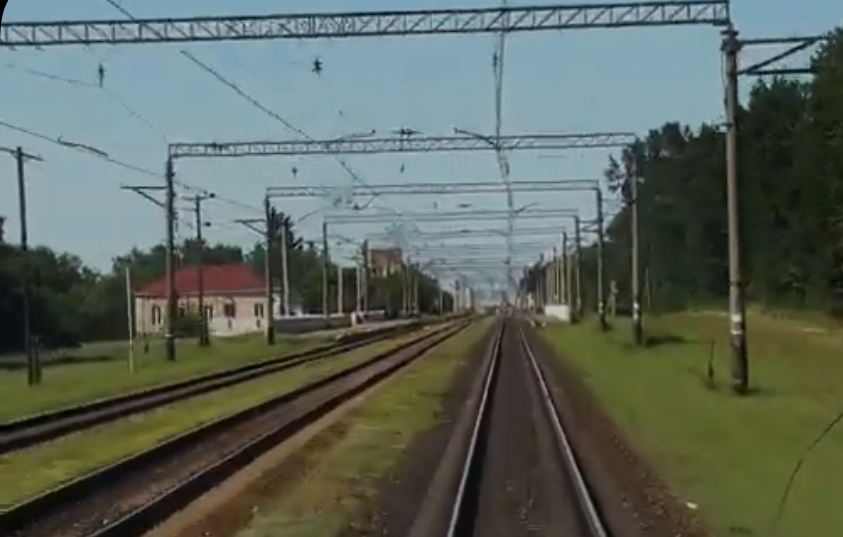
Краєвид у напрямку станції Синельникове I